# اچ‌ام‌اس کوندور (۱۸۷۶)
اچ‌ام‌اس کوندور (۱۸۷۶) (به انگلیسی: HMS Condor (1876)) یک کشتی بود که طول آن ۱۵۷ فوت (۴۸ متر) بود. این کشتی در سال ۱۸۷۶ ساخته شد.